# Золотаревка (Рыльский район)
Золотарёвка — деревня в Рыльском районе Курской области. Входит в состав Крупецкого сельсовета.

## География
Деревня находится на реке Обеста, в 129 км западнее Курска, в 24 км западнее районного центра — города Рыльск, в 1 км от центра сельсовета  — села Крупец.
Климат
Золотарёвка, как и весь район, расположена в поясе умеренно континентального климата с тёплым летом и относительно тёплой зимой (Dfb в классификации Кёппена).

## Население
| 2002 | 2010 |
| ---- | ---- |
| 66   | ↘50  |

## Инфраструктура
Личное подсобное хозяйство. В деревне 38 домов.

## Транспорт
Золотарёвка находится в 2 км от автодороги регионального значения 38К-017 (Курск — Льгов — Рыльск — граница с Украиной), в 1,5 км от автодороги межмуниципального значения 38Н-352 (38К-017 — Гниловка), в 6,5 км от ближайшей ж/д станции Крупец (линия Хутор-Михайловский — Ворожба).
В 190 км от аэропорта имени В. Г. Шухова (недалеко от Белгорода).